# Fanny Janse
Amalia Fransiska (Fanny) Janse, född 14 mars 1842 i Nordmalings församling, död 8 mars 1927 i Örnsköldsviks församling, var den första kvinnliga poststationsföreståndaren i Sverige.
Janse var dotter till postmästaren Pehr Leonard Janse (1807–1881) i Örnsköldsvik; även en bror till henne var postmästare där. Janse blev av Generalpoststyrelsen den 9 februari 1865 utnämnd till föreståndare för Bjästas poststation i Ångermanland efter att tjänster inom post och telegraf öppnats för ogifta kvinnor 1863. Aftonbladet skrev: "Med synnerligt nöje helsa vi detta första steg till genomförandet af den redan förut i teorien antagna grundsatsen, att fruntimmer böra kunna anställas i dylika befattningar."
Kvinnor hade tjänstgjort inom posten redan under 1600-talet: Gese Wechel blev redan 1637 den första postmästaren, och flera änkor hade liknande befattningar inom posten efter sina män fram till att det förbjöds 1722. Fanny Janse blev dock den första kvinna som formellt sett anställdes inom posten, snarare än att ha ärvt sitt yrke efter en avliden make. 
Åren 1881–1912 innehade Fanny Janse en modeaffär i Örnsköldsvik.